# Maurice Wignall
Maurice Wignall (Jamaica, 17 de abril de 1976) es un atleta jamaicano especializado en la prueba de 60 m vallas, en la que consiguió ser campeón mundial en pista cubierta en 2004.

## Carrera deportiva
En el Campeonato Mundial de Atletismo en Pista Cubierta de 2004 ganó la medalla de bronce en los 60 m vallas, llegando a meta en un tiempo de 7.48 segundos que fue récord nacional, tras el estadounidense Allen Johnson y el chino Liu Xiang.